# Château de Benauge (Arbis)
Pour les articles homonymes, voir Château de Benauge et Benauge.
Le château de Benauge est une forteresse médiévale située sur la commune française de Porte-de-Benauge, dans le département de la Gironde, en région Nouvelle-Aquitaine.

## Localisation
Le château est situé au sud du territoire communal, accessible depuis le bourg par la route départementale D231 qui rejoint la route D11 de Cadillac puis une petite route communale, sur la gauche peu après le lieu-dit Le Chiche.

## Historique
Demeure seigneuriale des vicomtes puis comtes de Benauges et celle des vicomtes de Bezaume, dans la région naturelle de l'Entre-deux-Mers et la province historique de Gascogne, depuis au moins le XIIIe siècle. Assiégé du 28 septembre jusqu'à sa chute le 6 novembre 1253 par le roi Henri III d'Angleterre, duc d'Aquitaine. Benauges était détenu par le noble rebelle Bernard de Bouville. Le château appartint successivement à la famille de Grailly (pro-Anglais durant la guerre de Cent Ans), à celle des ducs d'Épernon (début du XVIIe siècle) puis, depuis le début du XXe siècle, à la famille Journu,,.

## Description
Témoin majeur de la fortification médiévale en Aquitaine et l'une des forteresses les plus importantes de la Gironde, le château occupe le sommet d'une motte castrale combinant fossés, vallum, lices, terrasses, donjon, chapelle, deux enceintes renforcées de tours et bâtiments divers,. On y accédait par une tour-porte équipés d'une herse et d'un assommoir.

## Protection
L'édifice est protégé, avec son vallum, ses lices, terrasses, sol et sous-sol, au titre des monuments historiques par un arrêté d'inscription du 1er septembre 1995.

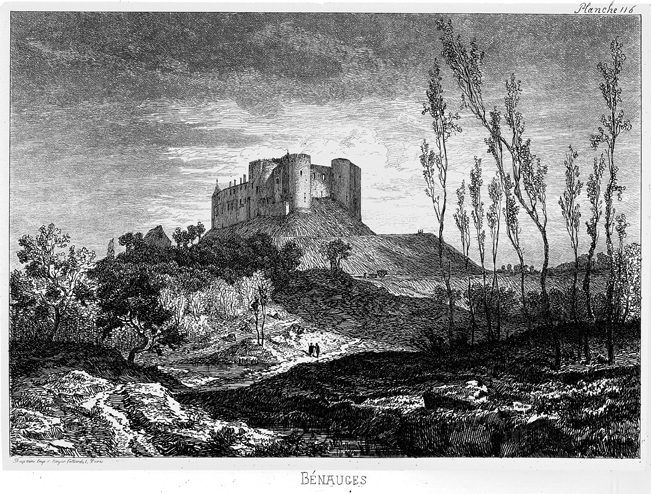
Dessin de Léo Drouyn (1863).
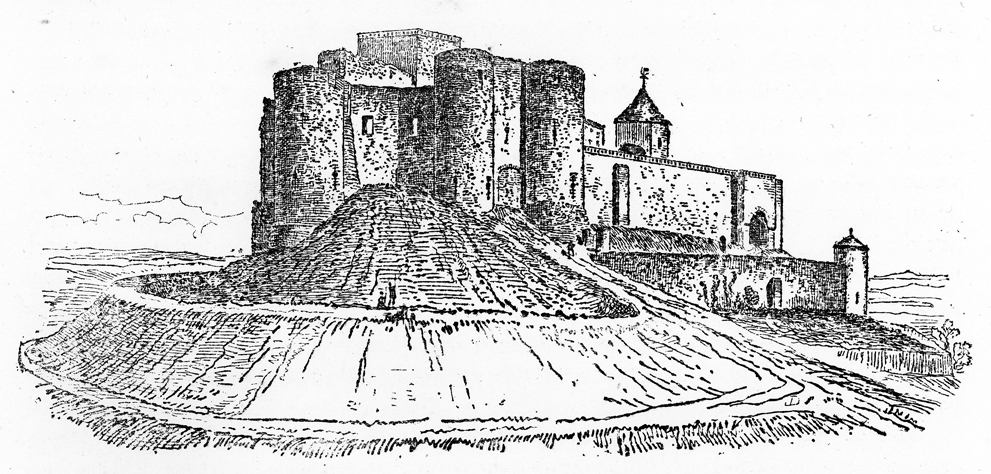
Dessin de Léo Drouyn (1865).
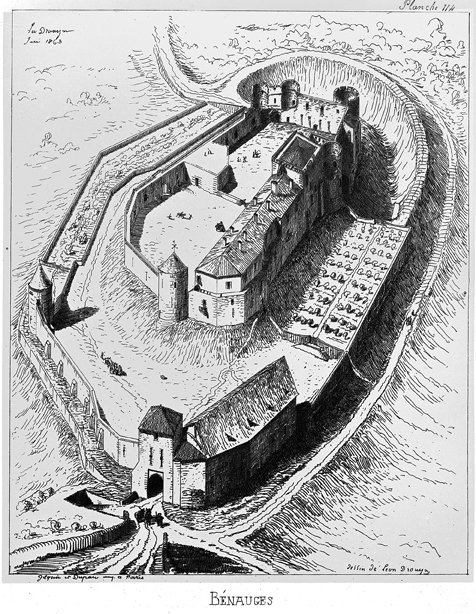
Dessin de Léo Drouyn, représentation d'une vue de l'est, à vol d'oiseau (1863).

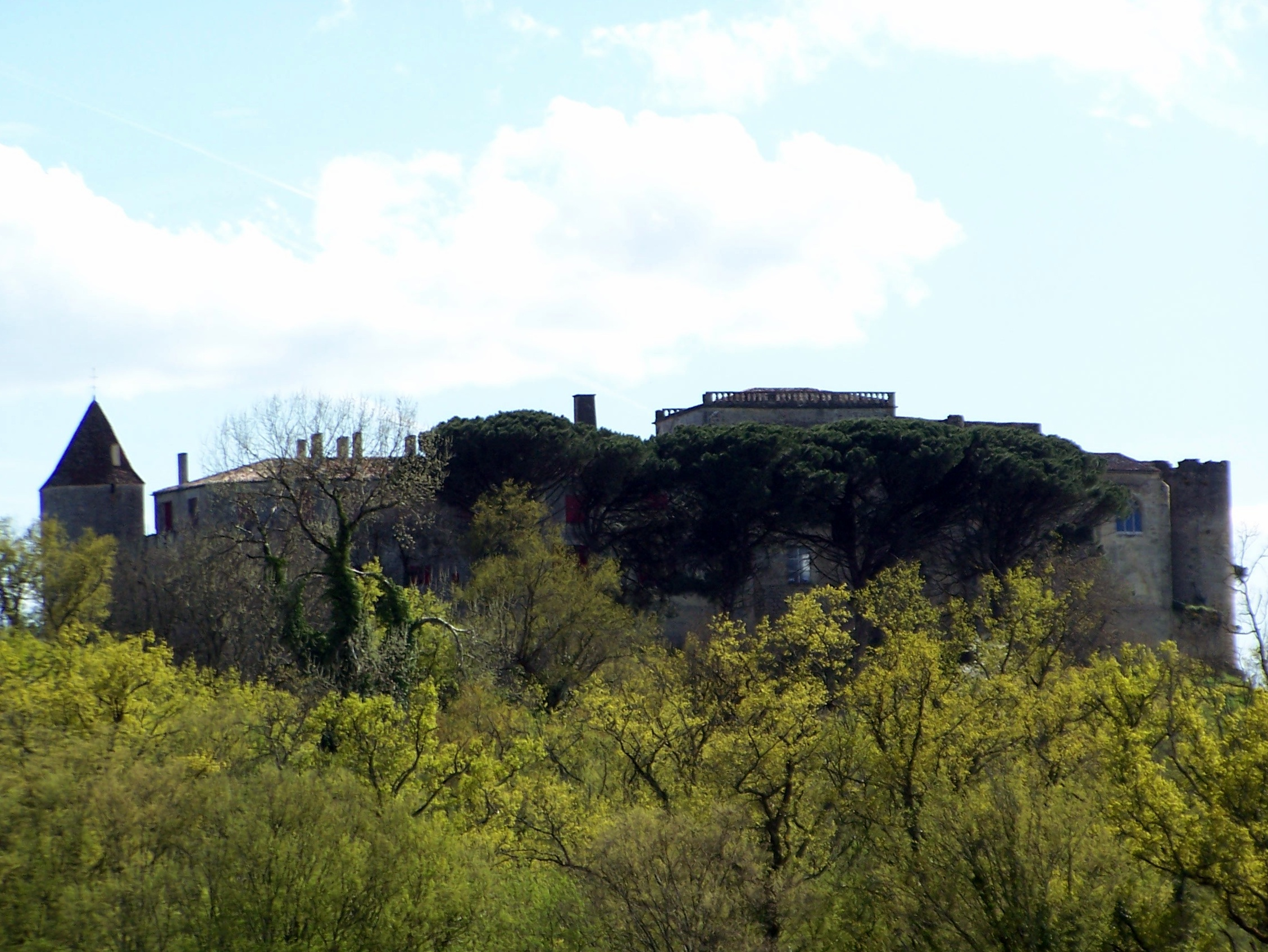
Vue générale au nord (avr. 2013).
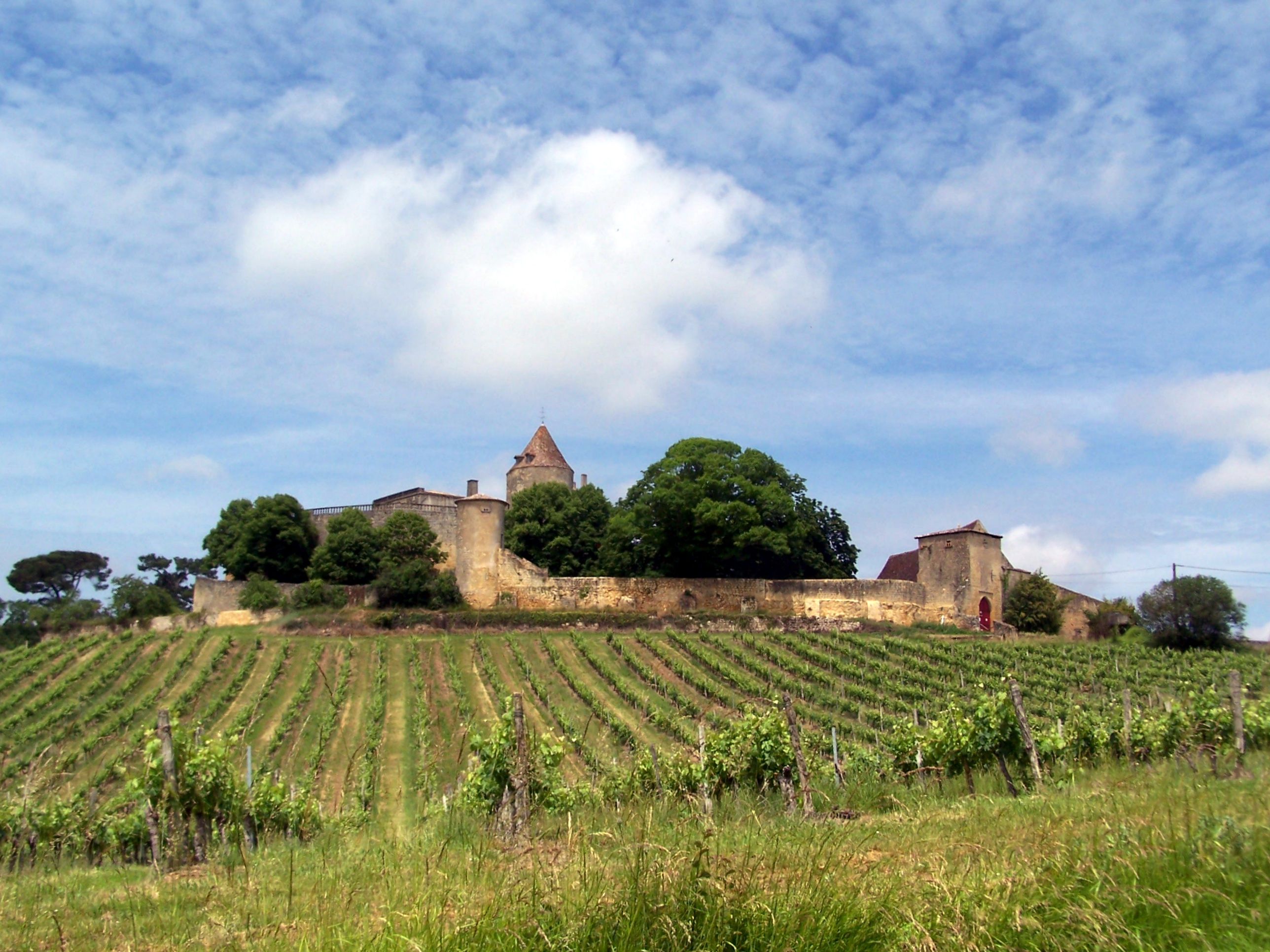
Vue générale au sud (juin 2013).
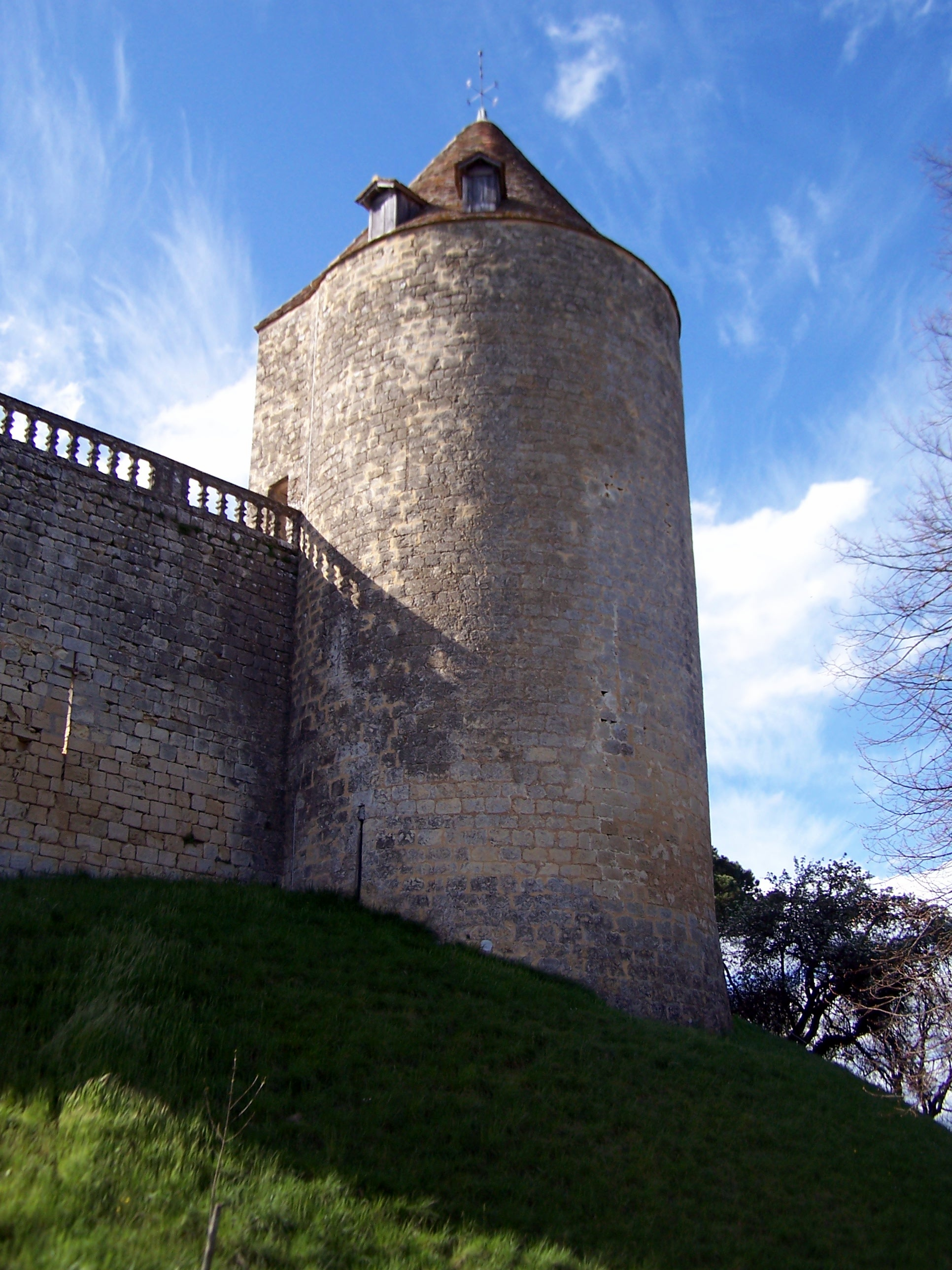
Donjon au nord-est (avr. 2013).
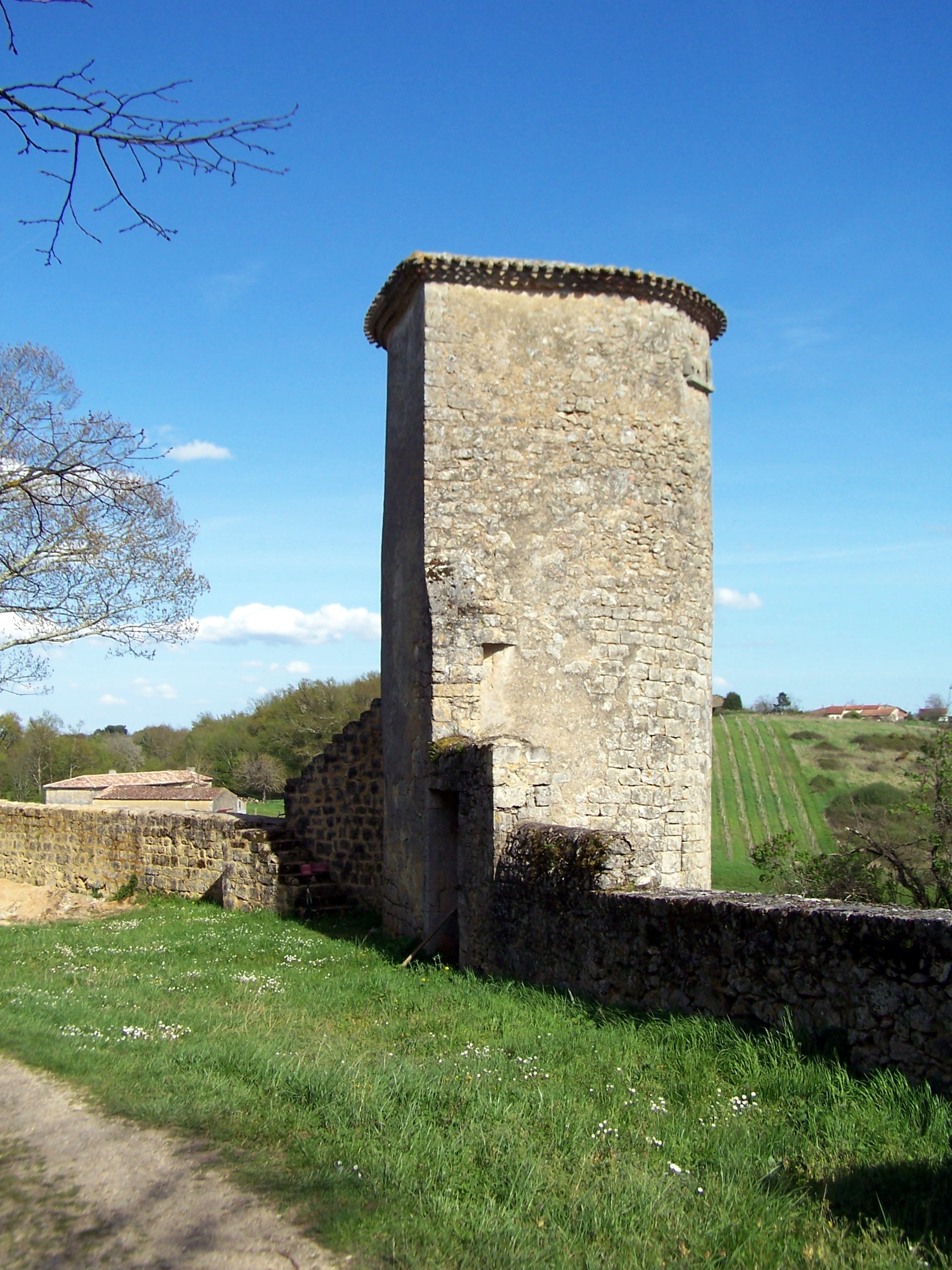
Tour de guet à l'est (avr. 2013).
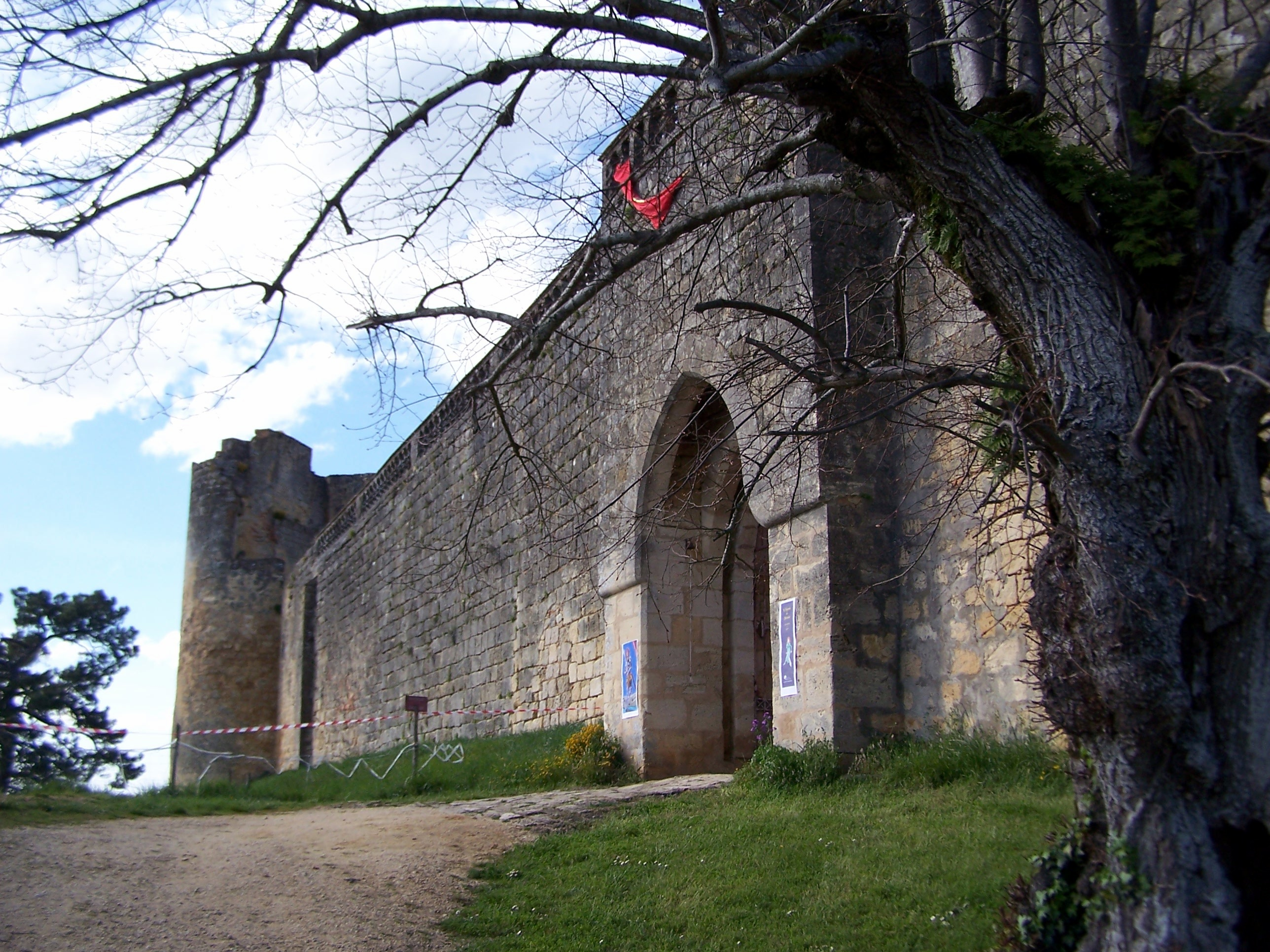
L'entrée au sud (avr. 2013).
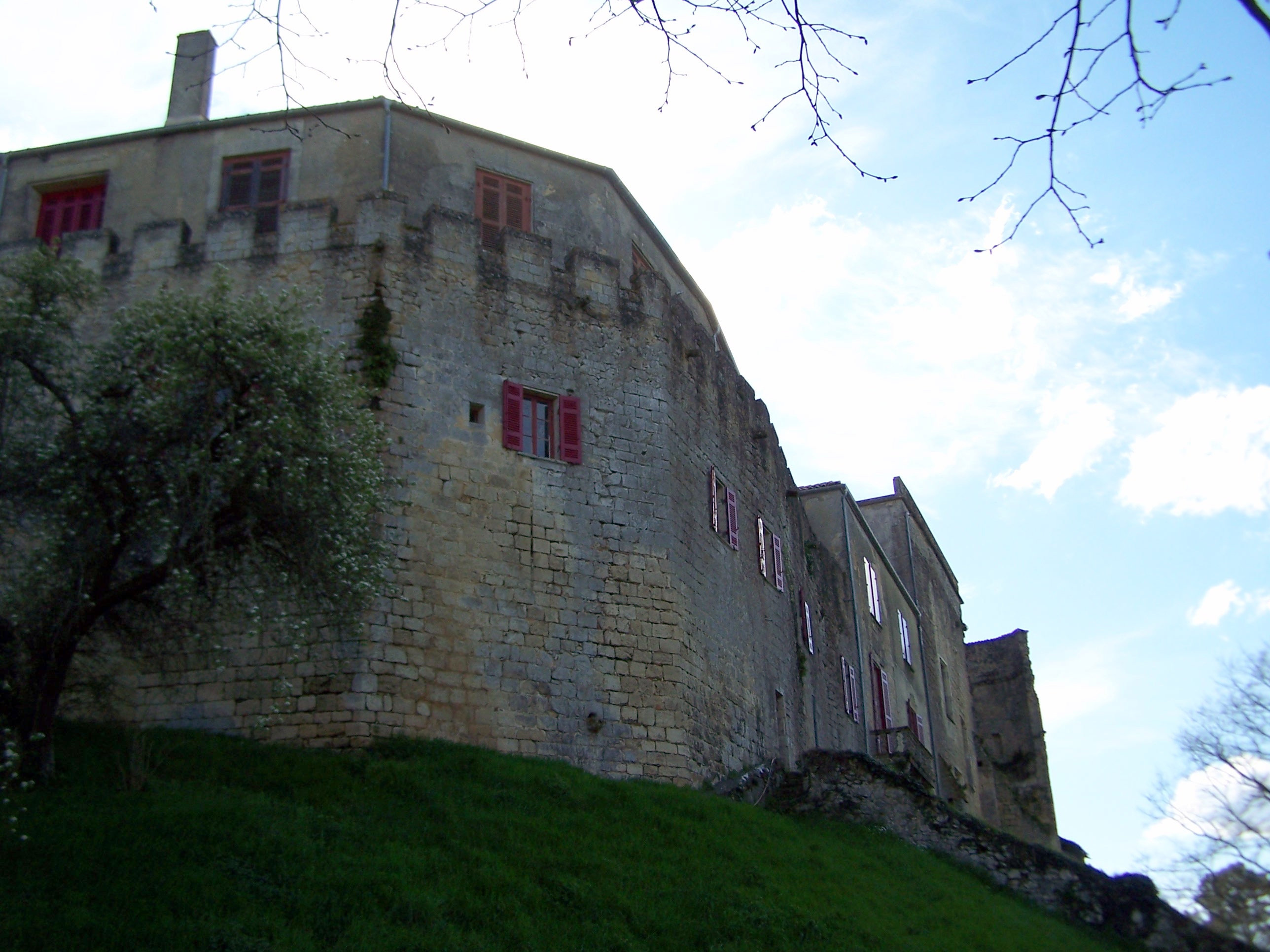
La façade nord (avr. 2013).